# Statsbanan Karungi–Övertorneå
Karungi-Övertorneå järnväg var en järnvägslinje mellan Karungi och Övertorneå. Den 15 december 1914 invigdes linjen och den trafikerades i 72 år. Persontrafiken upphörde den 28 augusti 1984 och all godstrafik upphörde den 1 juni 1986. Järnvägen revs upp helt under år 1992.

## Bilder

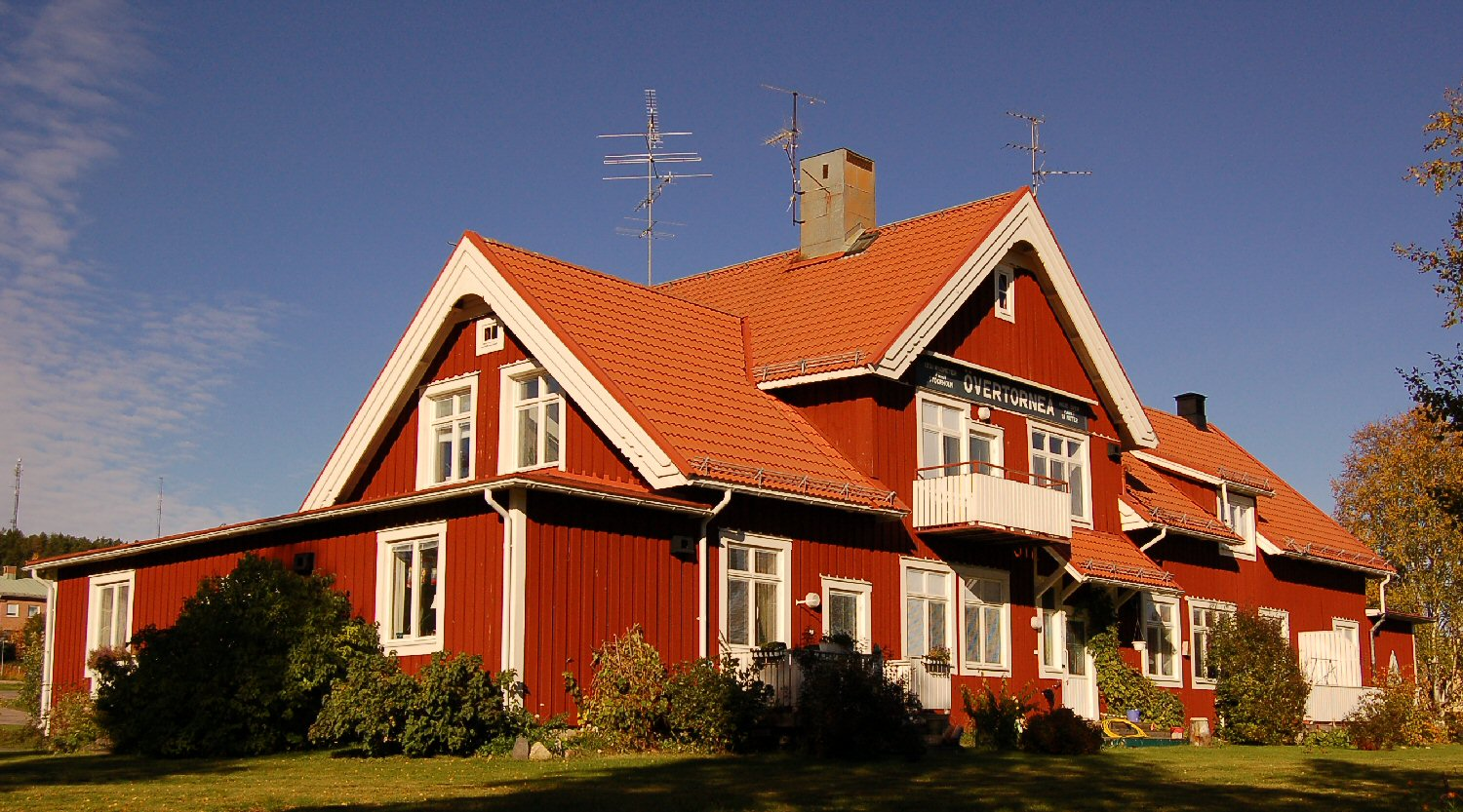
Övertorneå järnvägsstation som idag är privatbostad. Fotograferat år 2007.
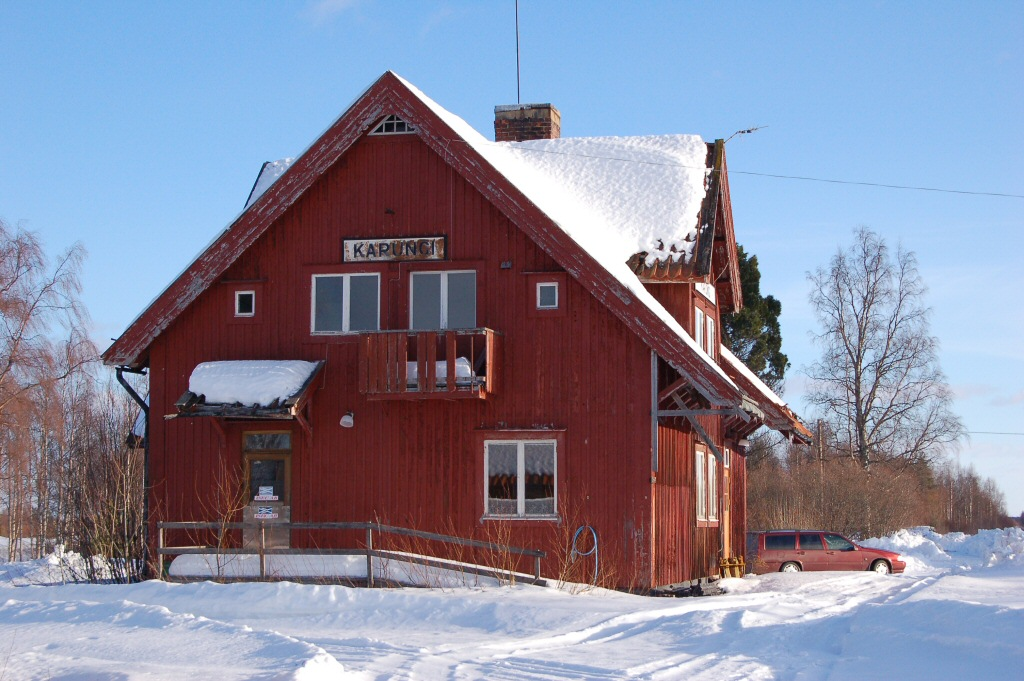
Karungi järnvägsstation år 2006.